# Віллард (Огайо)
Віллард (англ. Willard) — місто (англ. city) в США, в окрузі Гурон штату Огайо. Населення — 6197 осіб (2020).

## Географія
Віллард розташований за координатами 41°3′7″ пн. ш. 82°43′25″ зх. д. / 41.05194° пн. ш. 82.72361° зх. д. (41.051941, -82.723533).  За даними Бюро перепису населення США в 2010 році місто мало площу 9,24 км², з яких 9,19 км² — суходіл та 0,05 км² — водойми.

## Демографія
Згідно з переписом 2010 року, у місті мешкало 6236 осіб у 2365 домогосподарствах у складі 1585 родин. Густота населення становила 675 осіб/км².  Було 2687 помешкань (291/км²).
Расовий склад населення:
| - 90,0 % — білих - 1,8 % — чорних або афроамериканців - 0,2 % — корінних американців - 0,2 % — азіатів - 5,6 % — осіб інших рас |

До двох чи більше рас належало 2,1 %. Частка іспаномовних становила 18,9 % від усіх жителів.
За віковим діапазоном населення розподілялося таким чином: 28,7 % — особи молодші 18 років, 57,5 % — особи у віці 18—64 років, 13,8 % — особи у віці 65 років та старші. Медіана віку мешканця становила 34,6 року. На 100 осіб жіночої статі у місті припадало 92,9 чоловіків;  на 100 жінок у віці від 18 років та старших — 90,4 чоловіків також старших 18 років.
Середній дохід на одне домашнє господарство  становив 46 538 доларів США (медіана — 40 648), а середній дохід на одну сім'ю — 52 604 долари (медіана — 47 805). Медіана доходів становила 45 332 долари для чоловіків та 32 038 доларів для жінок. За межею бідності перебувало 25,1 % осіб, у тому числі 40,5 % дітей у віці до 18 років та 12,4 % осіб у віці 65 років та старших.
Цивільне працевлаштоване населення становило 2230 осіб. Основні галузі зайнятості: виробництво — 28,2 %, освіта, охорона здоров'я та соціальна допомога — 22,5 %, мистецтво, розваги та відпочинок — 10,1 %, роздрібна торгівля — 9,2 %.